# Elusor macrurus
Elusor macrurus је гмизавац из реда Testudines и фамилије Chelidae.

## Угроженост
Ова врста се сматра угроженом.

## Распрострањење
Ареал врсте је ограничен на једну државу. 
Аустралија је једино познато природно станиште врсте.

## Станиште
Станишта врсте су речни екосистеми и слатководна подручја.